# Parelskinken
Parelskinken (Chalcides) zijn een geslacht van hagedissen uit de familie skinken (Scincidae).

## Naam en indeling
De wetenschappelijke naam van de groep werd voor het eerst voorgesteld door Josephus Nicolaus Laurenti in 1768.
Er zijn 32 verschillende soorten, vroeger was het soortenaantal lager. Een aantal soorten uit het niet langer erkende geslacht Sphenops wordt tegenwoordig ook tot de parelskinken gerekend. Ook enkele soorten uit nog bestaande geslachten zijn bij Chalcides ingedeeld, zoals de wigskink (Chalcides sepsoides) die vroeger tot de zandskinken (Scincus) werd gerekend. Veel van deze soorten worden in de literatuur soms onder hun verouderde naam vermeld.

## Uiterlijke kenmerken
De lichaamskleur is bruin, vaak met donkere of lichtere vlekken of strepen. De lichaamslengte is ongeveer 30 tot 45 centimeter inclusief staart. De staart is korter dan het lichaam. Parelskinken hebben een langwerpig lijf met kleine en relatief ver uit elkaar staande pootjes. De kleine poten zijn een aanpassing op het kruipen door het dichte struikgewas en niet om te graven zoals bij andere skinken het geval is.
De pootjes vertonen een rijke gradatie aan verschillende vormen van degeneratie. Sommige soorten hebben volledig ontwikkelde poten met vijf vingers en tenen, een voorbeeld is de parelskink (Chalcides ocellatus). De hazelskink of drieteenskink (Chalcides chalcides) heeft drie tenen aan ieder poot en de soort Chalcides guentheri heeft zeer kleine pootjes zonder vingers of tenen.

## Levenswijze
Alle soorten zijn overdag actief of schemeractief in de zomertijd. De skinken leven op de bodem in de strooisellaag, het zijn slechte klimmers. De vrouwtjes zijn vaak levendbarend; de jongen komen levend ter wereld. Er zijn echter ook eierleggende soorten die hun eitjes afzetten op de bodem en onder stenen.
Alle soorten leven van kleine prooidieren zoals insecten, miljoenpoten, pissebedden en spinnen. Belangrijke vijanden zijn slangen, roofvogels en rovende zoogdieren zoals vossen.

## Verspreiding en habitat

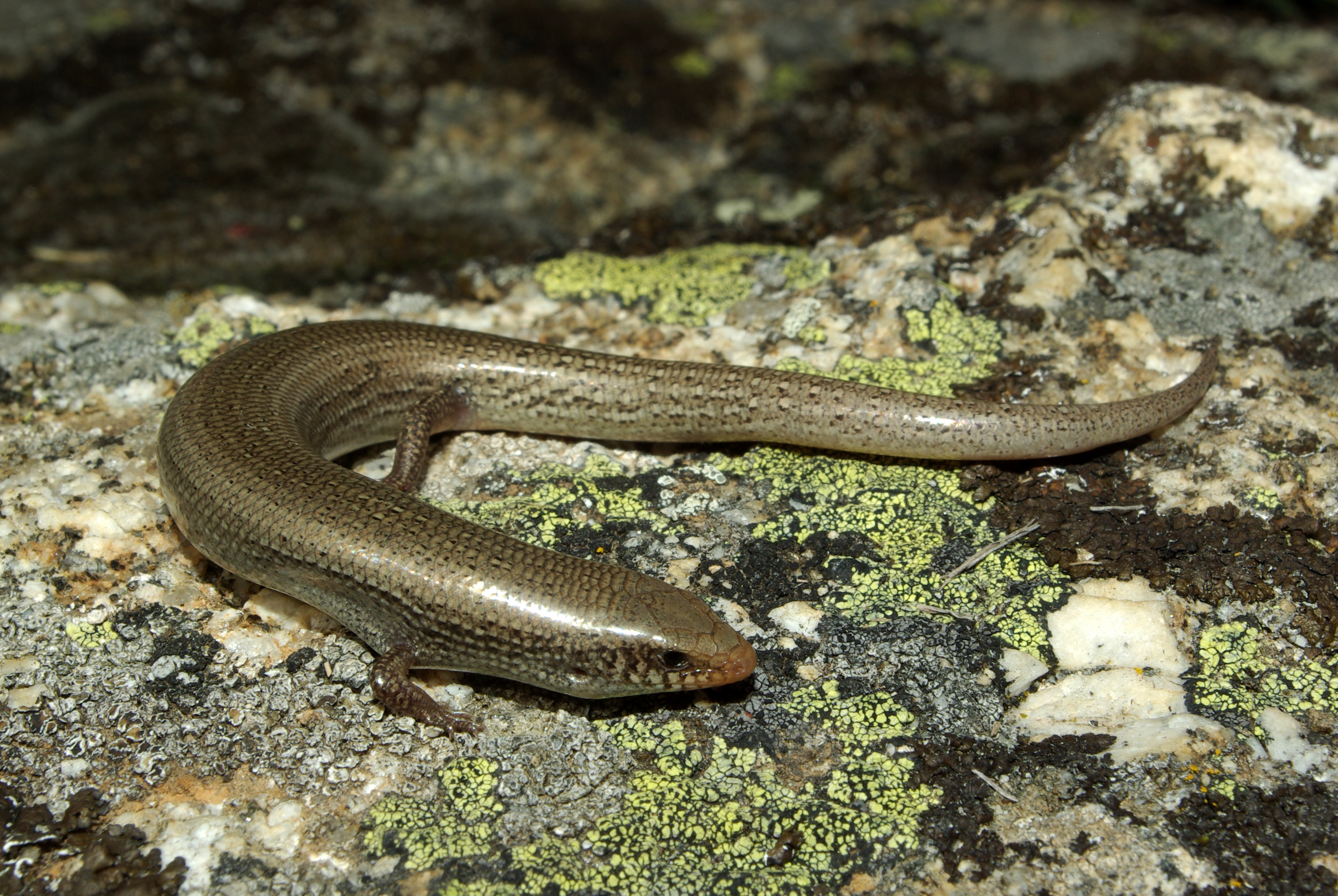
Exemplaar uit Ávila, Spanje.

De verschillende parelskinken komen voor delen van in Zuid-Europa, delen van Afrika en Zuidwest-Azië. De soorten zijn te vinden in de landen Algerije, Benin, Burkina Faso, Canarische Eilanden, Djibouti, Egypte, Eritrea, Ethiopië, Frankrijk, Gambia, Ghana, Griekenland, Guinee-Bissau, India, Irak, Iran, Israël, Italië, Jemen, Jordanië, Kenia, Libanon, Libië, Mali, Malta, Marokko, Mauritanië, Niger, Nigeria, Oman, Pakistan, Portugal, Saoedi-Arabië, Senegal, Soedan, Somalië, Spanje (inclusief Gibraltar) Sri Lanka, Syrië, Tsjaad, Togo, Tunesië, Turkmenistan, Turkije, Verenigde Arabische Emiraten en Westelijke Sahara.
De habitat is zeer variabel, van vochtige bossen en graslanden tot meer droge rotsige of zanderige streken. Veel soorten leven in laaglanden in vlakke gebieden, zoals Chalcides manueli. De soort Chalcides montanus, die in het Marokkaanse Hoge Atlasgebergte leeft, wordt gevonden op een hoogte van 2300 tot 2830 meter boven zeeniveau. Parelskinken graven vaak, maar er zijn ook soorten die altijd bovengronds leven.
Door de internationale natuurbeschermingsorganisatie IUCN is aan 27 soorten een beschermingsstatus toegewezen. Dertien soorten worden beschouwd als 'veilig' (Least Concern of LC), twee soorten als 'onzeker' (Data Deficient of DD) en drie soorten worden gezien als 'kwetsbaar' (Vulnerable of VU). Vijf soorten hebben de status 'gevoelig' (Near Threatened of NT) en drie soorten staan te boek als 'bedreigd' (Endangered of EN). De soort Chalcides ebneri ten slotte wordt beschouwd als 'ernstig bedreigd' (Critically Endangered of CR). Deze soort heeft een zeer klein verspreidingsgebied en is van slechts twee populaties bekend. De skink is sinds 1970 niet meer waargenomen.

## Soorten
Het geslacht omvat de volgende soorten, met de auteur en het verspreidingsgebied.
| Naam                                        | Auteur                 | Verspreidingsgebied |
| ------------------------------------------- | ---------------------- | --- |
| Chalcides armitagei                         | Boulenger, 1922        | Gambia, Guinee-Bissau, Senegal |
| Spaanse parelskink (Chalcides bedriagai)    | Boscá, 1880            | Portugal, Spanje (inclusief Gibraltar) |
| Chalcides bottegi                           | Boulenger, 1898        | Ethiopië, Kenia, Soedan |
| Chalcides boulengeri                        | Anderson, 1892         | Algerije, Libië, Marokko, Tunesië, Westelijke Sahara, |
| Hazelskink (Chalcides chalcides)            | Linnaeus, 1758         | Italië (Elba, Sardinië), Libië, Tunesië |
| Chalcides coeruleopunctatus                 | Salvador, 1975         | Canarische Eilanden |
| Chalcides colosii                           | Lanza, 1957            | Marokko |
| Chalcides delislei                          | Lataste, 1876          | Algerije, Mali, Mauritanië, Marokko, Niger, Tsjaad, Westelijke Sahara |
| Chalcides ebneri                            | Werner, 1931           | Marokko |
| Chalcides guentheri                         | Boulenger, 1887        | Israël, Jordanië, Libanon, Syrië |
| Chalcides lanzai                            | Pasteur, 1967          | Marokko |
| Chalcides levitoni                          | Pasteur, 1978          | Saoedi-Arabië |
| Chalcides manueli                           | Hediger, 1935          | Marokko |
| Chalcides mauritanicus                      | Duméril & Bibron, 1839 | Algerije, Marokko |
| Chalcides mertensi                          | Klausewitz, 1954       | Algerije, Tunesië |
| Chalcides minutus                           | Caputo, 1993           | Marokko |
| Chalcides mionecton                         | Boettger, 1874         | Marokko |
| Chalcides montanus                          | Werner, 1931           | Marokko |
| Parelskink (Chalcides ocellatus)            | Forskål, 1775          | Algerije, Egypte, Eritrea, Ethiopië, Griekenland, India, Irak, Iran, Israël, Italië, Jemen, Jordanië, Kenia, Libanon, Libië, Malta, Marokko, Mauritanië, Niger, Oman, Pakistan, Saoedi-Arabië, Soedan, Somalië, Sri Lanka, Syrië, Tsjaad, Tunesië, Turkmenistan, Turkije, Verenigde Arabische Emiraten, Westelijke Sahara |
| Chalcides parallelus                        | Doumergue, 1901        | Algerije, Marokko |
| Chalcides pentadactylus                     | Beddome, 1870          | India |
| Chalcides polylepis                         | Boulenger, 1890        | Canarische Eilanden, Marokko, Westelijke Sahara |
| Chalcides pseudostriatus                    | Caputo, 1993           | Marokko |
| Chalcides pulchellus                        | Mocquard, 1906         | Burkina Faso |
| Chalcides ragazzii                          | Boulenger, 1890        | Djibouti, Eritrea, Ethiopië, Kenia, Niger, Soedan, Somalië |
| Chalcides sepsoides                         | Audouin, 1829          | Egypte, Israël, Jordanië, Libië, Tunesië |
| Chalcides sexlineatus                       | Steindachner, 1891     | Canarische Eilanden |
| Chalcides simonyi                           | Steindachner, 1891     | Spanje |
| Chalcides sphenopsiformis                   | Duméril, 1856          | Mauritanië, Marokko, Senegal, Westelijke Sahara |
| Chalcides striatus                          | Cuvier, 1829           | Italië, Frankrijk, Portugal, Spanje (inclusief Gibraltar) |
| Chalcides thierryi                          | Tornier, 1901          | Benin, Burkina Faso, Ghana, Mali, Nigeria, Senegal, Togo |
| West-Canarische skink (Chalcides viridanus) | Gravenhorst, 1851      | Canarische Eilanden, Madeira |